# Acrocrypta bipunctata
Acrocrypta bipunctata es un coleóptero de la familia Chrysomelidae.
Fue descrita científicamente por primera vez en 1996 por Medvedev.